# Епидермис
Вижте пояснителната страница за други значения на Епидермис.
Епидермис при гръбначните животни се нарича най-външният слой на кожата. Той образува непромокаема предпазна обвивка по повърхността на тялото и се състои от слоест вроговяващ епител с базална мембрана под него.

## Състав
Епидермисът не съдържа кръвоносни съдове и се храни чрез дифузия от дермата. Основните видове клетки, от които се състои епидермисът, са кератиноцити, меланоцити, клетки на Лангерханс и клетки на Меркел.

## Слоеве
Епидермисът се дели на няколко слоя, чиито клетки се образуват чрез митоза в най-вътрешните слоеве. Те се придвижват нагоре по слоевете, променяйки формата и състава си, като се диференцират и се пълнят с кератин. Накрая достигат до най-горния слой, наречен „рогов слой“ (стратум корнеум) и се отлющват. Този процес се нарича „кератинизация“ и продължава седмици. Най-външния слой на епидермиса се състои от 25 до 30 пласта мъртви клетки.
Епидермисът се дели на следните слоеве:
- Рогов слой (стратум корнеум) — изграден е от плоски клетки, чиято цитоплазма е заместена от рогово вещество — кератин. Това е най-повърхностния слой на епидермиса, чиито клетки са се превърнали в припокриващи се люспици, разположени в много слоеве (при ходилата повече от 100). Дебелината на този слой се увеличава многократно при механично дразнене. Роговият слой е устойчив на вода и кисели разтвори, а от основни разтвори той набъбва и става пропусклив.
- Stratum lucidum.
- Зърнест слой (стратум гранулозум) — съдържа няколко реда клетки, в които започват да се синтезират и натрупват зрънца от кератохиалин.
- Бодлив слой (стратум спинозум).
- Зародишев слой (стратум герминативум), наричан също основен (стратум базале).